# Kepler-22b
Kepler-22b és el primer planeta extrasolar confirmat, del tipus superterra, què orbita en la zona d'habitabilitat d'un estel semblant al Sol. El descobriment, a càrrec de la Missió Kepler, fou anunciat per la NASA el 5 de desembre de 2011.

## Habitabilitat
La distància de Kepler-22b a la seva estrella amfitriona és un 15% menor que la distància de la Terra al Sol però la lluminositat d'aquesta és un 25% menor que la del Sol. Aquesta combinació de menor distància a l'estrella junt amb una menor lluminositat equivaldrien a una temperatura de superfície moderada. Alguns científics estimen que, sense atmosfera, la temperatura d'equilibri seria uns –11 °C. Si disposara d'atmosfera i aquesta proporcionara efecte hivernacle en una magnitud semblant a la de la Terra, el planeta tindria una temperatura mitjana d'uns 22 °C a la superfície.
La mida del planeta s'estima en 2,4 vegades la de la Terra, i de moment les estimacions de la seva massa varien en un interval molt ampli, degut tant a la manca de mesures indirectes com al desconeixement de la seva composició.